# Westerlo (België)
Westerlo is een plaats en gemeente in de Belgische provincie Antwerpen. De gemeente telt meer dan 25.000 inwoners en is de hoofdplaats van het kieskanton en het gerechtelijk kanton Westerlo.

## Geschiedenis
Westerlo komt voor de eerste maal in de geschriften voor omstreeks het jaar duizend, wanneer het door gouwgraaf Ansfried aan de kerk van Utrecht werd geschonken. Deze schenking vond plaats niet lang nadat Ansfried op verzoek van keizer Otto III tot bisschop van Utrecht was gewijd.
Vanaf de dertiende eeuw werd Westerlo beheerd door de heren van Wezemaal, die erfmaarschalk van het hertogdom Brabant waren. De heren van Wezemaal hielden het dorp in erfpacht van de kerk van Utrecht. De heren van Wezemaal konden de schepenen van Westerlo benoemen, die voor de eerste maal in 1264 werden vermeld. De familie van Wezemaal was bouwheer van de donjon van het kasteel van Westerlo (juiste bouwjaar onbekend). Zij lieten ook het gasthuis van Westerlo in 1377 oprichten (tijdens de Tachtigjarige Oorlog verwoest). In de vijftiende eeuw werd de Grote Nete tot in Westerlo bevaarbaar gemaakt. In die eeuw stond er op de markt van Westerlo een halle (voor het laatst vermeld aan het einde van de zeventiende eeuw).
In 1464 stierf Jan II van Wezemaal zonder wettelijke mannelijke nakomelingen. Via een codicil bij het testament van Jan II, werd Westerlo geschonken aan de graaf van Charolais, Karel van Bourgondië, beter bekend als de Stoute (hertog van Bourgondië, Brabant ... in 1467). In 1472 werd Westerlo door Karel de Stoute aan Guy van Brimeu overgedragen, die tijdens de woelige periode die volgde op de dood van Karel de Stoute op de markt van Gent werd onthoofd. In 1484 kwam Westerlo aan de familie van Merode toe, die al enige tijd aanspraak maakte op Westerlo via het huwelijk van Margaretha van Wezemaal met Richard van Merode. Sindsdien is de naam van de gemeente onverbrekelijk verbonden met de adellijke familie van Merode, die er tot aan de Franse Revolutie het gezag uitoefende en onder andere de schepenen benoemde.
In 1625 werd het land van Westerlo door de Spaanse koning tot markizaat verheven. Dat jaar werd ook de oorspronkelijke eigendomsrechten van de kerk van Utrecht afgekocht en werd Westerlo een leen van het hertogdom Brabant. In de onafhankelijkheidsstrijd van België speelden verschillende leden van de familie Van Merode een belangrijke rol. Het familieslot is nog steeds eigendom van de familie. Een andere opmerkelijke figuur uit geschiedenis van Westerlo is Emmanuel Jozef Van Gansen, een leider uit de Boerenkrijg van 1798. Westerlo was een van de belangrijkste centra van de opstand tegen de Franse bezetter.
De kaart (statuten) van de Sint-Sebastiaansgilde dateert uit de zestiende eeuw, maar heeft meer dan waarschijnlijk een veel oudere oorsprong.

## Geografie

### Deelgemeenten
| # | Naam           | Opp. (km²) | Inwoners (2020) | Inwoners per km² | NIS-code |
| - | -------------- | ---------- | --------------- | ---------------- | -------- |
| 1 | Westerlo       | 26,82      | 11.698          | 436              | 13049A   |
| 2 | Tongerlo       | 20,40      | 7.492           | 367              | 13049B   |
| 3 | Zoerle-Parwijs | 1,54       | 2.294           | 1.488            | 13049C   |
| 4 | Oevel          | 6,63       | 3.617           | 546              | 13049D   |

### Kernen
De fusiegemeente telt naast Westerlo zelf nog drie deelgemeenten: Tongerlo en Zoerle-Parwijs, die in 1971 bij Westerlo gevoegd werden, en Oevel, dat in 1977 bij Westerlo gevoegd werd. In het westen van de deelgemeente Westerlo liggen nog de dorpen Heultje en Voortkapel en in het noordwesten van de deelgemeente Tongerlo ligt het dorp Oosterwijk. Deze dorpen vormen ook eigen parochies. De wijk Trienenkant die hoofdzakelijk op het grondgebied van Tongerlo ligt, sluit aan op de bebouwde kern van Oevel.

## Bezienswaardigheden
- Het "kasteel van Westerlo", ook wel "kasteel De Merode" genoemd dateert oorspronkelijk uit de middeleeuwen.
- Het "Nieuw Kasteel" of "Kasteel van Jeanne de Merode" werd in 1973 ingericht als gemeentehuis. Het is een neogotisch kasteel naar het ontwerp van Pierre Langerock. Het bouwjaar is 1909-1911. Het kasteel is samen met het omliggende park als monument en dorpsgezicht beschermd.
- De Grote Markt is driehoekig. Er rond staan beschermde herenhuizen. Op het plein staat een lindeboom, die in 1630 werd geplant op de fundamenten van de vernielde halle.
- Het Graaf Henri de Merodemonument op de Grote Markt
- De dekanale Sint-Lambertuskerk heeft een lange bouwgeschiedenis. Het koor en transept gaan reeds terug tot 1416. Het schip dateert uit de zestiende eeuw en de toren werd heropgebouwd in 1760.
- De dekenij dateert uit 1618. In 1984 werden het vredegerecht en de politierechtbank hier ondergebracht.

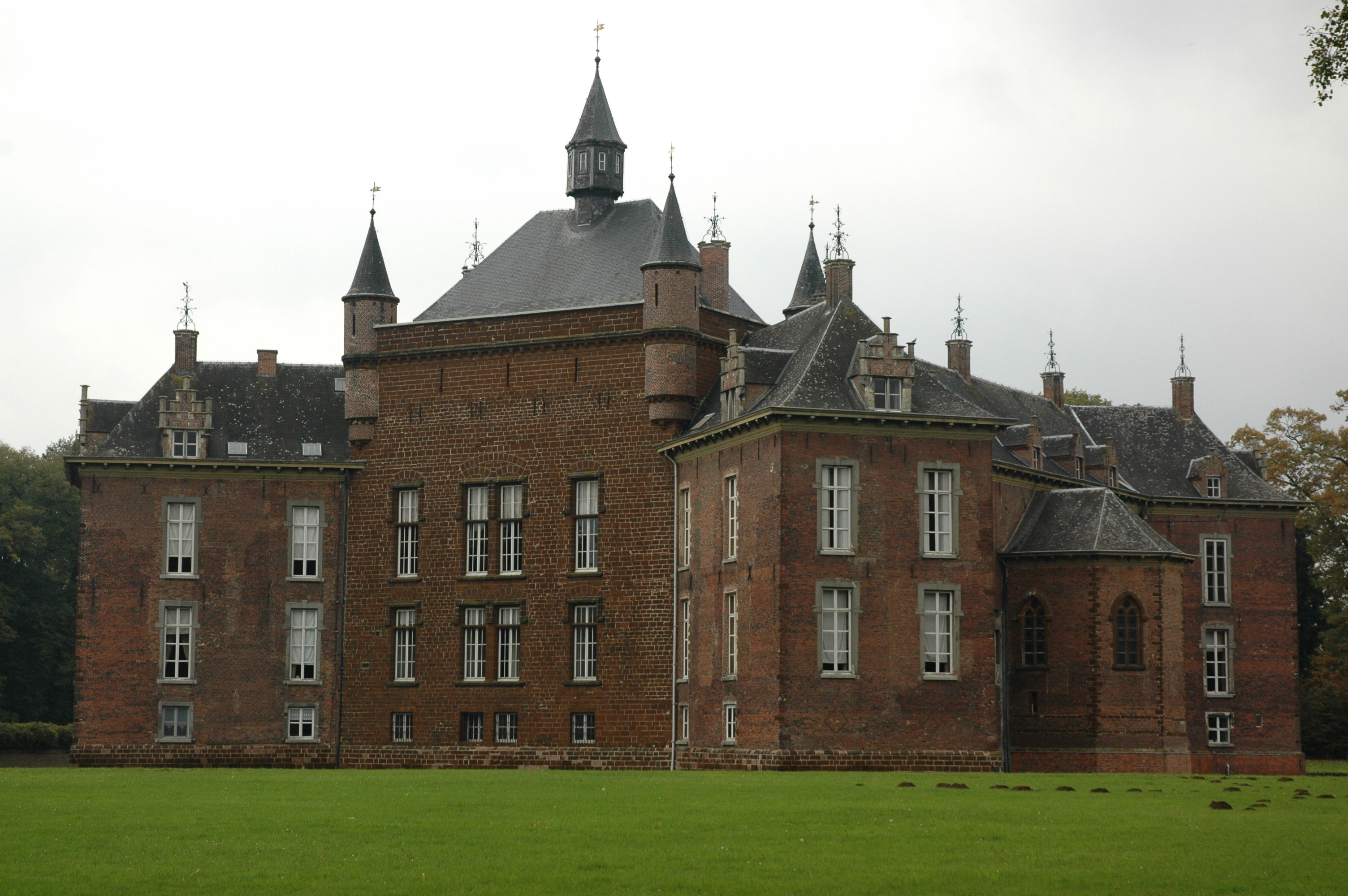
Kasteel van Westerlo
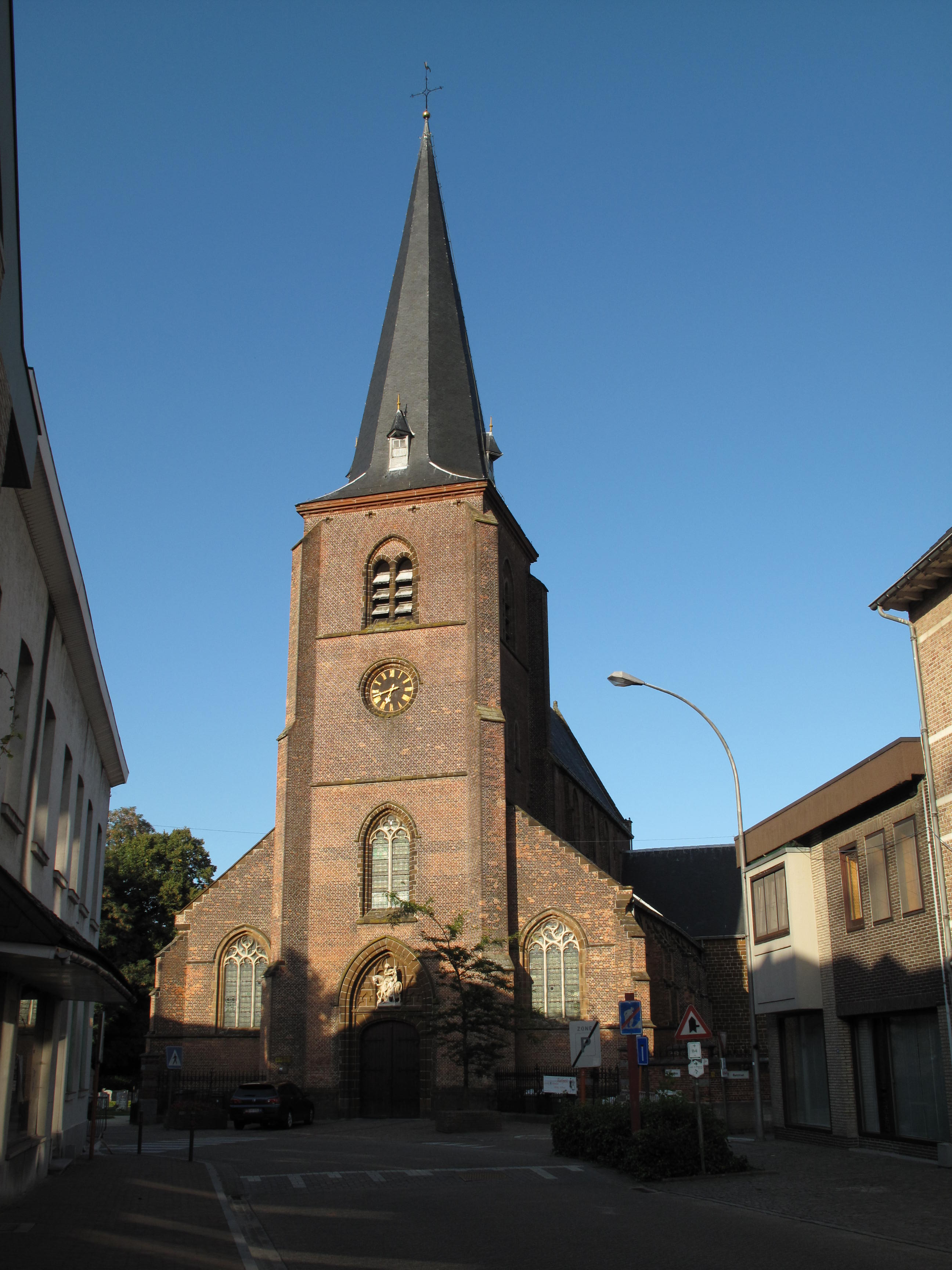
Sint-Lambertuskerk
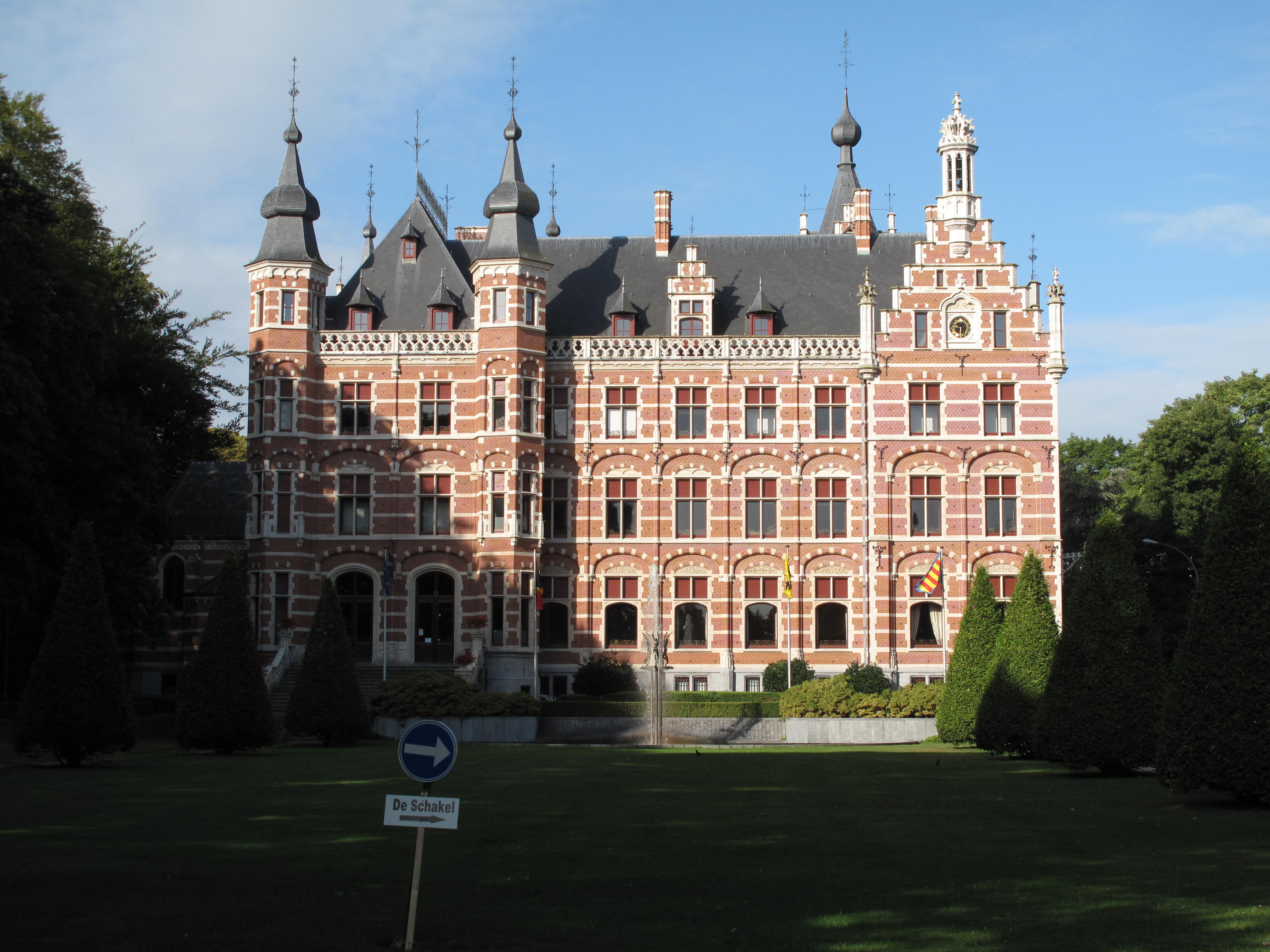
Gemeentehuis
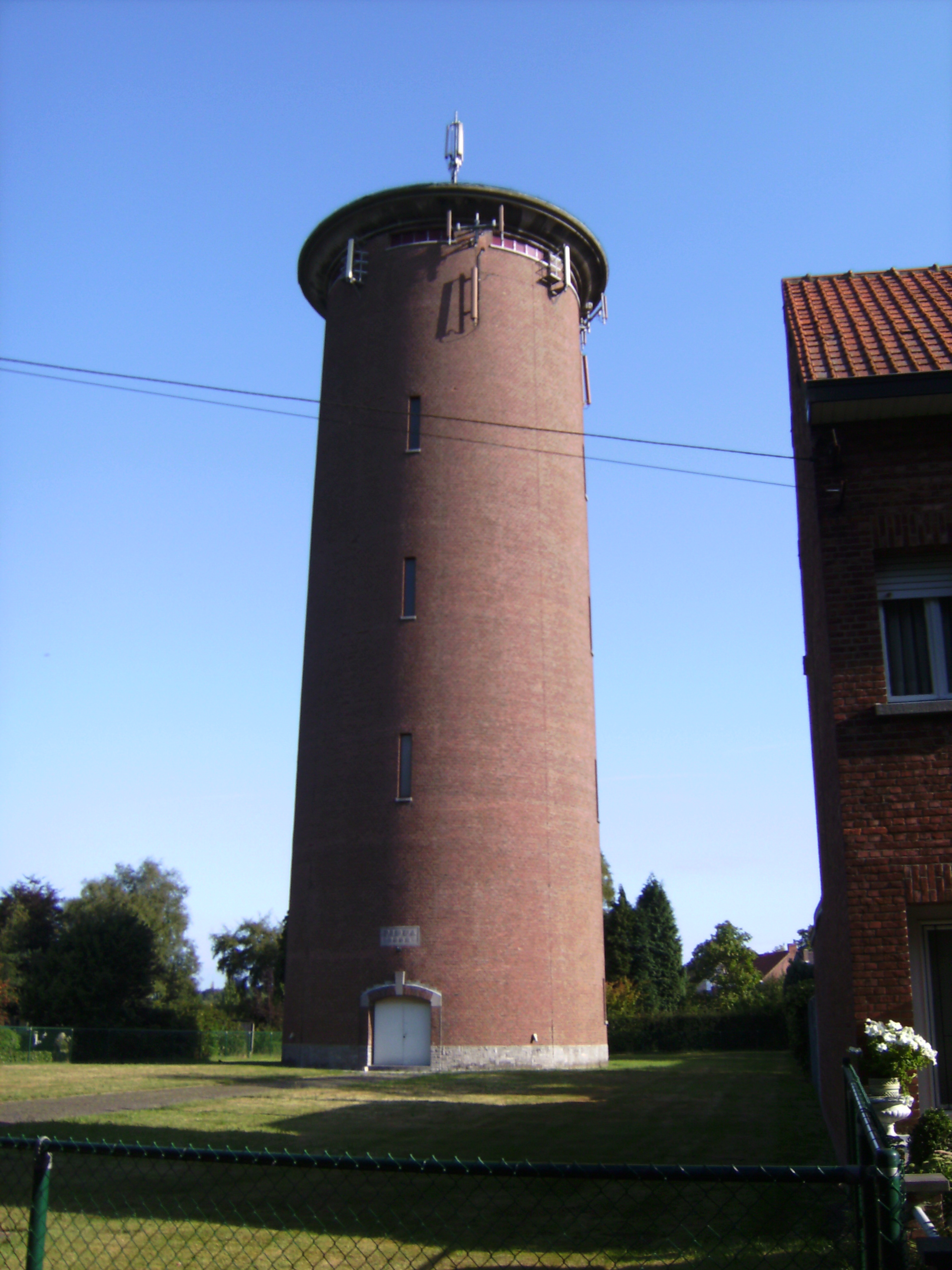
Watertoren

## Natuur en landschap
Westerlo ligt in de Zuiderkempen. De hoogte bedraagt 12-16 meter. In stuifzandgebieden kan dit oplopen tot 24 meter.
Natuurgebieden zijn het  uitgestrekte bosgebied de Beeltjens en het moerasgebied Kwarekken dat gelegen is langs de Grote Nete.

## Demografie

### Demografische ontwikkeling voor de fusie
- Bronnen:NIS (volkstellingen)

### Demografische ontwikkeling van de fusiegemeente
Alle historische gegevens hebben betrekking op de huidige gemeente, inclusief deelgemeenten, zoals ontstaan na de fusie van 1 januari 1977.
- Bronnen:NIS, Opm:1806 tot en met 1981=volkstellingen; 1990 en later= inwonertal op 1 januari

| Inwoners van jaar tot jaar op 1 januari 1992 tot heden | Inwoners van jaar tot jaar op 1 januari 1992 tot heden | Inwoners van jaar tot jaar op 1 januari 1992 tot heden |
| jaar                                                   | Aantal                                                 | Evolutie: 1992=index 100                               |
| ------------------------------------------------------ | ------------------------------------------------------ | ------------------------------------------------------ |
| 1992                                                   | 20.726                                                 | 100,0                                                  |
| 1993                                                   | 20.900                                                 | 100,8                                                  |
| 1994                                                   | 21.024                                                 | 101,4                                                  |
| 1995                                                   | 21.221                                                 | 102,4                                                  |
| 1996                                                   | 21.461                                                 | 103,5                                                  |
| 1997                                                   | 21.602                                                 | 104,2                                                  |
| 1998                                                   | 21.691                                                 | 104,7                                                  |
| 1999                                                   | 21.799                                                 | 105,2                                                  |
| 2000                                                   | 21.960                                                 | 106,0                                                  |
| 2001                                                   | 22.024                                                 | 106,3                                                  |
| 2002                                                   | 22.202                                                 | 107,1                                                  |
| 2003                                                   | 22.331                                                 | 107,7                                                  |
| 2004                                                   | 22.502                                                 | 108,6                                                  |
| 2005                                                   | 22.685                                                 | 109,5                                                  |
| 2006                                                   | 22.896                                                 | 110,5                                                  |
| 2007                                                   | 23.230                                                 | 112,1                                                  |
| 2008                                                   | 23.435                                                 | 113,1                                                  |
| 2009                                                   | 23.669                                                 | 114,2                                                  |
| 2010                                                   | 23.896                                                 | 115,3                                                  |
| 2011                                                   | 24.200                                                 | 116,8                                                  |
| 2012                                                   | 24.379                                                 | 117,6                                                  |
| 2013                                                   | 24.497                                                 | 118,2                                                  |
| 2014                                                   | 24.494                                                 | 118,2                                                  |
| 2015                                                   | 24.594                                                 | 118,7                                                  |
| 2016                                                   | 24.705                                                 | 119,2                                                  |
| 2017                                                   | 24.688                                                 | 119,1                                                  |
| 2018                                                   | 24.884                                                 | 120,1                                                  |
| 2019                                                   | 25.051                                                 | 120,9                                                  |
| 2020                                                   | 25.119                                                 | 121,2                                                  |
| 2021                                                   | 25.288                                                 | 122,0                                                  |
| 2022                                                   | 25.308                                                 | 122,1                                                  |
| 2023                                                   | 25.466                                                 | 122,9                                                  |
| 2024                                                   | 25.625                                                 | 123,6                                                  |
| 2025                                                   | 25.681                                                 | 124,0                                                  |

## Politiek

### Structuur
De gemeente Westerlo maakt deel uit van het kieskanton Herentals, gelegen in het provinciedistrict Herentals, het kiesarrondissement Mechelen-Turnhout en ten slotte de kieskring Antwerpen.
| Westerlo         | Westerlo         | Supranationaal         | Nationaal                         | Nationaal           | Gemeenschap         | Gewest              | Provincie           | Arrondissement    | Provinciedistrict | Kanton          | Gemeente        |
| ---------------- | ---------------- | ---------------------- | --------------------------------- | ------------------- | ------------------- | ------------------- | ------------------- | ----------------- | ----------------- | --------------- | --------------- |
| Administratief   | Niveau           | Europese Unie          | België                            | België              | Vlaanderen          | Vlaanderen          | Antwerpen           | Turnhout          | Turnhout          | Turnhout        | Westerlo        |
| Administratief   | Bestuur          | Europese Commissie     | Belgische regering                | Belgische regering  | Vlaamse regering    | Vlaamse regering    | Deputatie           | Deputatie         | Deputatie         | Deputatie       | Gemeentebestuur |
| Administratief   | Raad             | Europees Parlement     | Kamer van volksvertegenwoordigers | Vlaams Parlement    | Vlaams Parlement    | Vlaams Parlement    | Provincieraad       | Provincieraad     | Provincieraad     | Provincieraad   | Gemeenteraad    |
| Kiesomschrijving | Kiesomschrijving | Nederlands Kiescollege | Kieskring Antwerpen               | Kieskring Antwerpen | Kieskring Antwerpen | Kieskring Antwerpen | Kieskring Antwerpen | Mechelen-Turnhout | Herentals         | Westerlo        | Westerlo        |
| Verkiezing       | Verkiezing       | Europese               | Federale                          | Federale            | Vlaamse             | Vlaamse             | Provincieraads-     | Provincieraads-   | Provincieraads-   | Provincieraads- | Gemeenteraads-  |

### Geschiedenis

#### Burgemeesters
| Tijdspanne | Tijdspanne   | Burgemeester                                  |
| ---------- | ------------ | --------------------------------------------- |
|            | 1800 - 1803  | Amand Helsen                                  |
|            | 1804 - 1807  | Charles Coomans                               |
|            | 1807 - 1814  | Guillaume Donat Coomans                       |
|            | 1814 - 1830  | Jacobus Norbertus Verbist                     |
|            | 1830 - 1844  | Pierre-Egide Peeters (Katholiek)              |
|            | 1844 - 1848  | Maarten Norbert Van Schoubroeck               |
|            | 1848 - 1877  | Willem Egide Peeters (Katholiek)              |
|            | ...          |                                               |
|            | 1879 - 1892  | Graaf Karel de Mérode-Westerloo (Kath.Partij) |
|            | 1892 - 1908  | Graaf Henri de Mérode-Westerloo (Kath.Partij) |
|            | 1908 - 1913  | Jan Moortgat                                  |
|            | 1913 - 1946  | Prins Karel de Merode                         |
|            | 1947 - 1964  | Octaaf Verboven (CVP)                         |
|            | 1965 - 1976  | Jozef Draulans (PVV)                          |
|            | 1977 - 1982  | Jos Dupré (CVP)                               |
|            | 1983 - 1988  | Jef Thys (VU)                                 |
|            | 1989 - 1996  | Jos Dupré (CVP) / André Claes                 |
|            | 1996 - heden | Guy Van Hirtum (CVP / CD&V)                   |

#### Legislatuur 2001 - 2006
Voor de lokale verkiezingen van 2000 bundelden de SP, Volksunie en de liberale Groep Eenheid (GE) hun krachten op de kieslijst W2000. Lijsttrekker voor het kartel was voormalig burgemeester Jef Thys, een andere opvallende naam op de lijst was die van Johan Engelen. Daarnaast stonden ook twee Vivant-militanten op de kieslijst van het kartel, met name Rob Van Gool en Lea Geerts. De VLD kwam - in tegenstelling tot de lokale verkiezingen van 1994 - met een eigen kieslijst nadat raadsleden Frans De Cock en Monique Gram in de loop van de vorige legislatuur de kartellijst hadden verlaten. Het was de eerste maal in de geschiedenis van Westerlo dat door de partij een autonome lijst werd ingediend. Burgemeester werd Guy Van Hertum (CVP), hij werd verkozen met bijna 4000 voorkeurstemmen. Laatstgenoemde kwam in opspraak eind 2000 na een voorstel om het leger in te schakelen bij inbraken.

#### Legislatuur 2007 - 2012
Bij de lokale verkiezingen van 2006 kwam het tot een vernieuwde samenwerking tussen VLD en W2000. Het kartel - onder leiding van lijsttrekker Frans De Cock (VLD) werd echter de grote verliezer van de verkiezingen, het gezamenlijk aantal mandaten van voor de verkiezingen werd gehalveerd. Grote winnaar werd CD&V die haar stemmenaantal zag stijgen tot een tweederdemeerderheid. Ook Vlaams Belang boekte een vooruitgang. Na de verkiezingen kwam het tot een kleine rel tussen de voormalige kartelpartners W2000 en VLD rond een OCMW-mandaat. Hoewel er een krachtenbundeling tussen VLD en Groen! kwam rond de kandidatuur van Denis Smets, kwam deze kandidaat-raadslid twee stemmen te kort om verkozen te worden in de OCMW-raad. Burgemeester was Guy Van Hertum (CD&V).
In mei 2007 werd bekend dat de burgemeester samen met voormalig schepen René Verachtert en huidig schepen Filip Verrezen (beide CD&V) vervolgd werden door het parket van Turnhout. Zij dienden zich te verantwoorden op beschuldiging van inbreuken op de milieuwetgeving en valsheid in geschrifte. De bal ging aan het rollen na een klacht van voormalig gemeenteraadslid Johan Engelen (W2000) met betrekking tot het gebruik van vervuilde grond van het containerpark voor de ophoging van een perceel in de deelgemeente Tongerlo in de periode december 2003 tot april 2004. De Centrale Dienst voor de Bestrijding van de Corruptie (CDBC) startte een dossier op en er werd een verslag opgemaakt door OVAM met betrekking tot de aard van de vervuiling. Dit rapport van de onderzoekers stelde dat de handelingen in strijd waren met het Vlaams reglement betreffende de bodemsanering (Vlarebo). Omwille van zijn vervolging door zowel de Correctionele rechtbank als het Hof van Beroep werd zijn benoeming tot burgemeester uitgesteld en pas toegestaan in september 2010 na zijn vrijspraak betreffende de beschuldiging 'valsheid in geschrifte'. Wel werd hij veroordeeld tot een boete van € 5500 met uitstel voor milieu-inbreuken, een beslissing waartegen hij beroep aantekende bij het Hof van Cassatie.

#### Legislatuur 2013 - 2018
In de aanloop naar de lokale verkiezingen van 2000 werd bekend dat Groep Eenheid (GE) volledig zou opgaan in de N-VA. De sp.a en Open Vld bundelden de krachten in de kartellijst Positief Westerlo. Burgemeester is Guy Van Hirtum (CD&V). Hij leidt een coalitie bestaande uit CD&V en N-VA. Samen vormen ze de meerderheid met 23 op 27 zetels.
Na de verkiezingen kwam Frans De Cock (Open Vld) in opspraak. Volgens Groen zou hij het cordon sanitaire hebben verbroken om zo zijn echtgenote Dora Weckhuysen verkozen te krijgen in de OCMW-raad.

#### Legislatuur 2019 - 2024
Bij de lokale verkiezingen van 2018 behaalde CD&V opnieuw een absolute meerderheid in de gemeenteraad . Zij vormen een meerderheid met 14 op 27 zetels. Burgemeester is Guy Van Hirtum (CD&V).

#### Legislatuur 2025 - 2030
Bij de lokale verkiezingen van 2024 behaalde CD&V opnieuw een absolute meerderheid met 20 op 29 zetels. Guy Van Hirtum bleef burgemeester.

#### Resultaten gemeenteraadsverkiezingen sinds 1976
| Partij of kartel     | Partij of kartel                                         | 10-10-1976 | 10-10-1976 | 10-10-1982 | 10-10-1982 | 9-10-1988 | 9-10-1988 | 9-10-1994 | 9-10-1994 | 8-10-2000 | 8-10-2000 | 8-10-2006 | 8-10-2006 | 14-10-2012 | 14-10-2012 | 14-10-2018 | 14-10-2018 | 13-10-2024 | 13-10-2024 |
| Stemmen / Zetels     | Stemmen / Zetels                                         | %          | 25         | %          | 25         | %         | 25        | %         | 27        | %         | 27        | %         | 27        | %          | 27         | %          | 27         | %          | 29         |
| -------------------- | -------------------------------------------------------- | ---------- | ---------- | ---------- | ---------- | --------- | --------- | --------- | --------- | --------- | --------- | --------- | --------- | ---------- | ---------- | ---------- | ---------- | ---------- | ---------- |
|                      | Agalev1/ Groen!2/ Groen3                                 | -          |            | -          |            | 6,811     | 1         | 10,191    | 2         | 7,71      | 1         | 8,062     | 1         | 8,353      | 1          | 8,63       | 1          | -          |            |
|                      | CVP1/ CD&V2                                              | 47,061     | 13         | 41,021     | 12         | 53,51     | 15        | 51,261    | 15        | 47,651    | 15        | 58,592    | 18        | 41,492     | 13         | 45,42      | 14         | 60,72      | 20         |
|                      | VLD1/ VLD-W2000B/ Positief Westerlo2/ Positief Westerlo3 | -          |            | -          |            | -         |           | -         |           | 16,681    | 4         | 19,91B    | 5         | 9,132      | 2          | 14,43      | 4          | 17,73      | 5          |
|                      | SP1/ W2000A/ VLD-W2000B                                  | 7,221      | 1          | 6,951      | 1          | 7,441     | 1         | 33,34A    | 10        | 20,5A     | 6         | 19,91B    | 5         | 9,132      | 2          | -          |            | -          |            |
|                      | GE1/ W2000A/ VLD-W2000B                                  | 37,611     | 10         | 40,21      | 11         | 32,251    | 8         | 33,34A    | 10        | 20,5A     | 6         | 19,91B    | 5         | -          |            | -          |            | -          |            |
|                      | VU1/ W2000A/ VLD-W2000B/ N-VA2                           | 7,551      | 1          | 8,031      | 1          | -         |           | 33,34A    | 10        | 20,5A     | 6         | 19,91B    | 5         | 34,892     | 10         | 22,82      | 6          | 15,72      | 4          |
|                      | Vlaams Blok1/ Vlaams Belang2                             | -          |            | -          |            | -         |           | 3,751     | 0         | 7,471     | 1         | 13,442    | 3         | 6,142      | 1          | 8,92       | 2          | -          |            |
|                      | Anderen(*)                                               | 0,56       | 0          | 3,8        | 0          | -         |           | 1,46      | 0         | -         |           | -         |           | -          |            | -          |            | 5,8        | 0          |
| Totaal stemmen       | Totaal stemmen                                           | 11958      | 11958      | 13616      | 13616      | 14918     | 14918     | 15711     | 15711     | 16665     | 16665     | 17613     | 17613     | 18179      | 18179      | 18473      | 18473      | 13047      | 13047      |
| Opkomst %            | Opkomst %                                                |            |            |            |            | 97,89     | 97,89     | 96,69     | 96,69     | 95,76     | 95,76     | 95,60     | 95,60     | 93,87      | 93,87      | 94,0       | 94,0       | 64,5       | 64,5       |
| Blanco en ongeldig % | Blanco en ongeldig %                                     | 2,17       | 2,17       | 2,74       | 2,74       | 3,18      | 3,18      | 3,85      | 3,85      | 4,27      | 4,27      | 4,65      | 4,65      | 3,14       | 3,14       | 3,3        | 3,3        | 1,1        | 1,1        |

De rode cijfers naast de gegevens duiden aan onder welke naam de partijen telkens bij een verkiezing opkwamen, rode letters duiden de kartels aan.
De zetels van de gevormde meerderheid staan vetjes afgedrukt. De grootste partij is in kleur.
(*) 1976: AMADA (0,56%) / 1982: CED (3,8%) / 1994: Burger (1,46%) / 2024: Vrij Vlaams Westerlo (4,7%), Westerlo Anders (1,1%)

## Religie en levensbeschouwing
De katholieke parochies van Westerlo maken deel uit van de pastorale eenheid Heiligen Prisca en Aquila die op haar beurt deel uitmaakt van het dekenaat Zuiderkempen in het Bisdom Antwerpen.

## Evenementen
- Jaarlijks organiseert Die Spelewei vzw het Internationaal Folklorefestival op het voorplein van het gemeentehuis (weekend vóór 15 augustus)

## Economie
- Westerlo maakt deel uit van het Economisch Netwerk Albertkanaal.
- DAF Trucks

## Sport
In het Profvoetbal 1A van het Belgisch voetbal speelt KVC Westerlo. De club speelt zijn thuiswedstrijden in 't Kuipje (8.035 plaatsen).

## Bekende Westerlonaren
Bekende personen die geboren zijn of woonachtig zijn of waren in Westerlo:
- Kathleen Aerts, ex-zangeres K3
- Jos Dupré, politicus, voormalig burgemeester
- Davy Gilles, zanger, acteur
- Sasha Rosen, actrice, musicalster
- Natalia Druyts, zangeres
- Assunta Geens, actrice
- Daisy Thys, actrice
- Emmanuel Jozef van Gansen, verzetsstrijder tijdens de Boerenkrijg
- Sarah Mouhamou, televisiepresentatrice
- Jens Cools, voetballer
- Jan Ceulemans, ex-voetballer
- Jinnih Beels, politicus
- Berke Özer, voetballer
- Stijn Steels, wielrenner
- Luka Cruysberghs, zangeres

## Partnersteden
- Ottersweier (Duitsland), sinds 1962[21]
- Oirschot (Nederland), sinds 1980[22]
- Westerlo (Verenigde Staten) sinds 1988[23]

## Nabijgelegen kernen
Bergom, Zoerle-Parwijs, Tongerlo